# 1763 en droit
Cet article présente les faits marquants de l'année 1763 en droit.

## Événements

### Février
- 10 février : signature du Traité de Paris mettant fin à la guerre de Sept Ans[1].
- 15 février : Traité de Hubertsbourg en Saxe), entre l’Autriche, la Saxe et la Prusse.

### Avril
- 18 avril : pendaison de Marie-Josephte Corriveau. Elle est condamnée pour le meurtre de son mari, Louis Dodier, par une cour martiale britannique à Québec; sa dépouille est enfermée dans une cage suspendue à la vue des passants à Pointe-Lévy.

## Naissances
- 4 décembre : Giuseppe Gambari, professeur de droit, avocat criminaliste et magistrat italien († 21 août 1829).

## Décès
- 18 avril : Marie-Josephte Corriveau, exécutée pour le meurtre de son second mari